# 高座澀谷站
高座澀谷站（日语：／ Kōza-shibuya eki */?）是位於神奈川縣大和市福田，屬於小田急電鐵江之島線的鐵路車站。車站編號是OE 07。

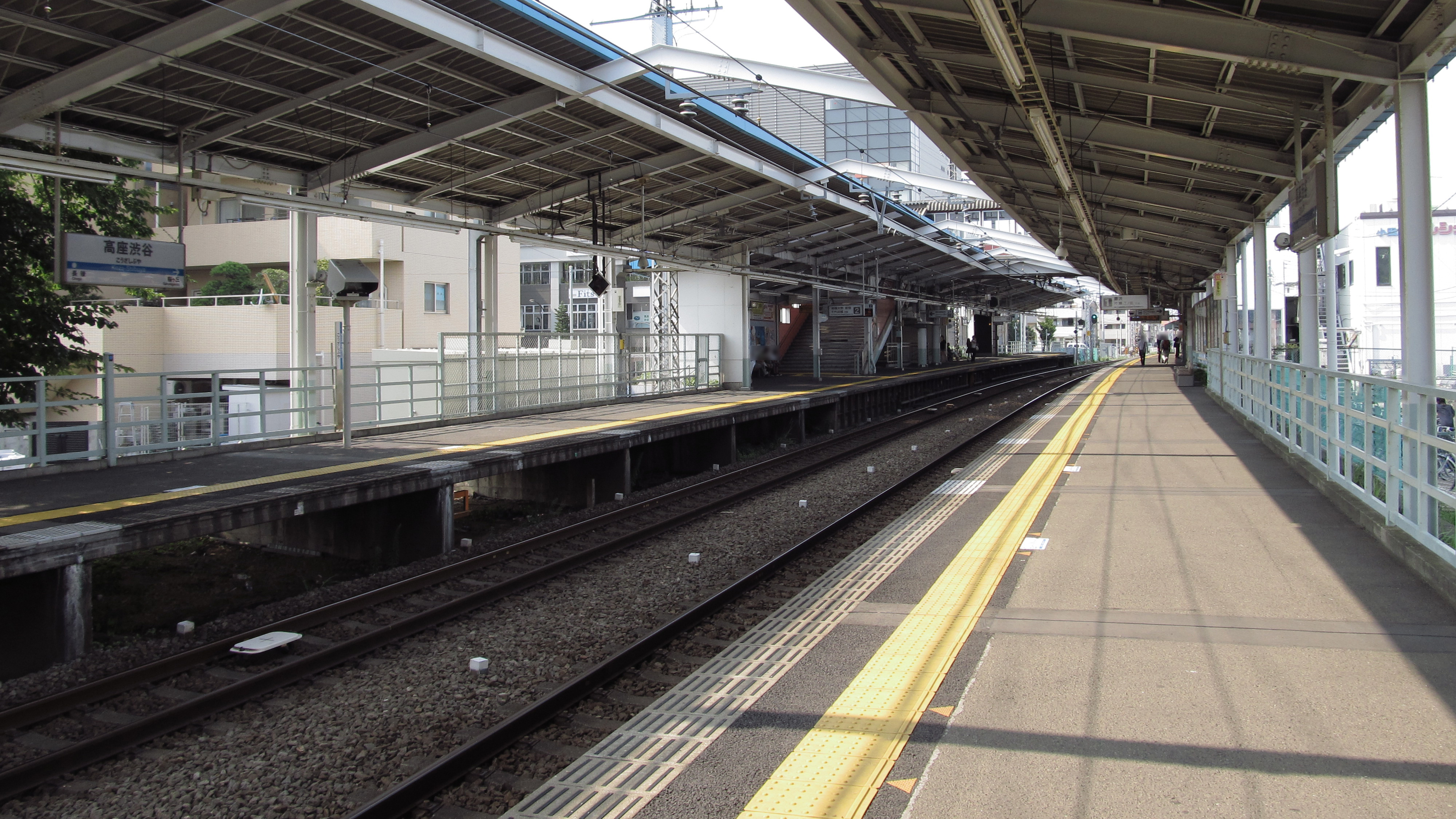
月台（2013年7月）

## 歷史
- 1929年（昭和4年）4月1日 - 開業。為「直通」停靠站。
- 1945年（昭和20年）6月 - 廢止「直通」班次，各站停車延伸至全線，本站為其停靠站。
- 1946年（昭和21年）10月1日 - 新增準急班次，本站為其停靠站。
- 1952年（昭和27年）11月25日 - 隨著櫻丘站開業，本站往藤澤芳向移動約600公尺。
- 2002年（平成14年）3月22日 - 江之島線內廢止準急，本站僅停靠各站停車。
- 2006年（平成18年）4月1日 - 上行（2號）月台相模大野方向開設西口。同時下行（1號）月台側剪票口定名為東口。
- 2012年（平成24年）12月16日 - 車站東側區劃整理新設巴士圓環。
- 2014年（平成26年）12月25日 - 澀谷小學校北側、國道467號線上的福田交番移至車站東口

## 站名由來
1929年（昭和4年）開設時，以所在地地名高座郡澀谷村命名。為與東京的澀谷站（1885年（明治18年）開設）區別而冠上郡名。澀谷村周邊在中世紀屬澀谷庄，是武士團澀谷氏發源地。

## 車站構造
本站是擁有相對式月台2面2線的地面車站。驗票口分別在兩月台的相模大野側。兩月台間透過天橋連通，並設有電梯，月台從東側起為1號月台。本站在2012年8月加設列車資訊顯示器。東口早晨不配置站員，西口則是全日不配置站員。
| 月台 | 路線     | 方向 | 目的地                       |
| ---- | -------- | ---- | ---------------------------- |
| 1    | 江之島線 | 下行 | 藤澤、片瀨江之島方向         |
| 2    | 江之島線 | 上行 | 相模大野、新宿、千代田線方向 |

## 使用情況
2016年度1日平均上下車人次為25,195人、小田急線全部70個車站當中排名第43位。
近年上下車人次、上車人次變化如下表。
| 年度               | 1日平均 上下車人次 | 1日平均 上車人次 | 來源     |
| ------------------ | ------------------ | ---------------- | -------- |
| 1995年（平成07年） |                    | 12,044           | [ * 1 ]  |
| 1998年（平成10年） |                    | 11,183           | [ * 2 ]  |
| 1999年（平成11年） |                    | 10,829           | [ * 3 ]  |
| 2000年（平成12年） |                    | 10,620           | [ * 3 ]  |
| 2001年（平成13年） |                    | 10,555           | [ * 4 ]  |
| 2002年（平成14年） | 21,136             | 10,344           | [ * 5 ]  |
| 2003年（平成15年） | 20,991             | 10,335           | [ * 6 ]  |
| 2004年（平成16年） | 20,144             | 10,262           | [ * 7 ]  |
| 2005年（平成17年） | 20,233             | 10,266           | [ * 8 ]  |
| 2006年（平成18年） | 20,745             | 10,521           | [ * 9 ]  |
| 2007年（平成19年） | 21,291             | 10,778           | [ * 10 ] |
| 2008年（平成20年） | 21,188             | 10,697           | [ * 11 ] |
| 2009年（平成21年） | 20,741             | 10,473           | [ * 12 ] |
| 2010年（平成22年） | 21,183             | 10,677           | [ * 13 ] |
| 2011年（平成23年） | 22,409             | 11,292           | [ * 14 ] |
| 2012年（平成24年） | 23,103             | 11,624           | [ * 15 ] |
| 2013年（平成25年） | 23,737             | 11,947           | [ * 16 ] |
| 2014年（平成26年） | 24,032             | 12,075           | [ * 17 ] |
| 2015年（平成27年） | 24,602             |                  |          |
| 2016年（平成28年） | 25,195             |                  |          |

## 車站周邊

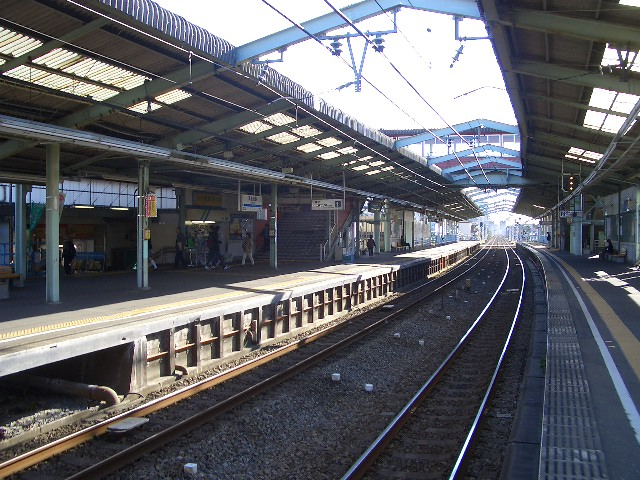
2號月台模大野方向往藤澤方向（2004年11月27日）

隨著大和市南部進行土地區劃整理，車站周邊進行再開發。西口正面的站前複合大樓「IKOZA（イコーザ）」於2010年1月29日開幕。。2014年末，車站周邊的再開發告一段落。
車站周邊除住宅區，還可見醫療機關與多間銀行。
車站下方有東海道新幹線通過的第二大和隧道。
每年春季，以結香聞名的常泉寺與引地川櫻花（千本櫻）吸引許多遊客從此站前往。

### 設施
- IKOZA（日语：IKOZA）（イコーザ）
  - 大和市澀谷學習中心（圖書館）
  - 大和市役所澀谷分室
  - 大和市安全安心站高座澀谷
  - 風呂的王樣（日语：おふろの王様）
  - BIGYOSUN（日语：ビッグヨーサン）
- 上和田野鳥之森公園
- 日本基督教團高座澀谷教會
- 常泉寺
- 大和悠閒之森（日语：大和ゆとりの森）
- 大和警察署福田交番

### 金融機關、郵局
- 橫濱銀行高座澀谷支店
- 八千代銀行（日语：八千代銀行）高座澀谷支店
- 神奈川銀行（日语：神奈川銀行）高座澀谷支店
- 相模農業協同組合（日语：さがみ農業協同組合）澀谷支店
  - Green House（グリーンハウス）澀谷
- 高座澀谷郵便局 - 所在地為藤澤市。
- 大和福田郵便局

### 超市、專門店
- 稻毛屋（日语：いなげや）
- 摩斯漢堡
- 東秀食堂（日语：オリジン東秀）
- Hotto Motto
- Fashion Center島村（日语：しまむら）
- Seijo（日语：セイジョー）
- TSURUHA藥妝店（日语：ツルハ）
- 永旺大和購物中心（日语：イオン大和ショッピングセンター）
- CREATE SD
- OK（日语：オーケー）
- 宜得利
- 島忠HOME'S（日语：島忠）

### 便利商店
- 7-Eleven
- FamilyMart
- Three F（日语：スリーエフ）
- Sunkus

### 餐廳
- Denny's
- 備長扇屋（日语：ヴィア・ホールディングス）

### 補習班
- STEP（日语：STEP (学習塾)）
- 明光義塾（日语：明光義塾）
- CG Personal（日语：中萬学院）
- 臨海講座（日语：臨海）
- 公文式
- 學習室unicornlab（学習室ユニコーンラボ）

### 景點
- 花之寺 常泉寺[7]
- 引地川 千本櫻　　2016年以後預計進行河川工程。[8]

## 巴士路線
- 高座澀谷站東口
  - 大和市社區巴士（日语：大和市コミュニティバス）
    - NOROTTO（のろっと）南部路線 - 大和站方向
    - YAMATON GO（やまとんGO）櫻丘地域路線 - 右回
    - YAMATON GO 櫻丘地域路線 - 左回

  - 神奈川中央交通（日语：神奈川中央交通）
    - 高01 - 上和田團地～高座澀谷站東口～銀杏（いちょう）團地
- 高座澀谷站西口
  - 大和市社區巴士「NOROTTO」
    - 南部路線 - 大和站方向
    - 南部路線 - 悠閒之森方向
- 學校前
  - 神奈川中央交通
    - 高01 - 往銀杏團地
    - 高01 - 往上和田團地（經高座澀谷站東口）
    - 和06 - 往大和站（經上和田團地）

## 相鄰車站
小田急電鐵
 江之島線

■快速急行、■急行
通過
■各站停車
櫻丘（OE 06）－高座澀谷（OE 07）－長後（OE 08）

## 外部連結
- 高座澀谷 - 小田急電鐵